# Marienstraße 4/6 (Weimar)

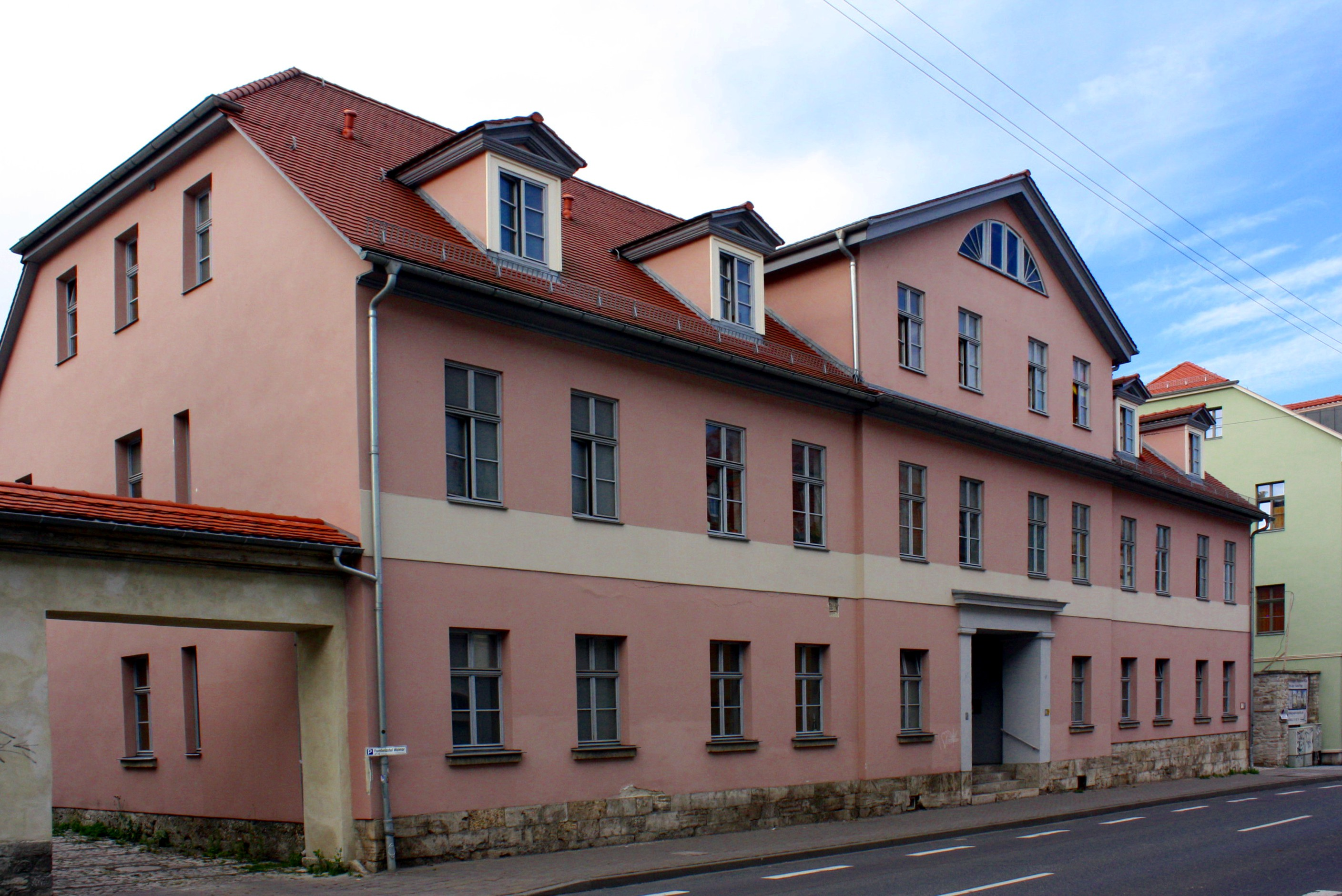
Marienstraße 4/6

Das spätklassizistische Wohnhaus Marienstraße 4/6 in Weimar ist ein Doppelwohnhaus.

## Beschreibung
Charakteristisch für diese Art von Wohnbauten, wo von Typenentwürfen gesprochen wird ist der Mittelrisalit, der bis zum Dach reicht. Das Dach wiederum hat mehrere Gauben. Anstelle eines Ornamentfeldes befindet sich im Dreiecksgiebel ein segmentbogenförmiges Fenster. 

## Geschichte
Das 1819 nach dem Entwurf von Clemens Wenzeslaus Coudray errichtete Gebäude ist einer der zwischen 1819 und 1822 entstandenen Wohnbauten. Wie bei allen Entwürfen Coudrays hat auch dieses Haus über dem Eingang mit einer dreistufigen Treppe Bandrustika. Die hintere Haushälfte war nicht mehr sanierungsfähig und wurde durch einen neuen Anbau mit einer Holzständerkonstruktion ersetzt.
Das Gebäude steht auf der Liste der Kulturdenkmale in Weimar (Einzeldenkmale). Die Wohnanlage gehört zum Studierendenwerk Thüringen.